# 劝龙晟
劝龙晟（798年—816年），一作龙盛、龙蒙盛，寻阁劝之子，南诏第五代国王，809年至816年在位，谥幽王。
809年，受唐封袭南诏王。810年，改元龙兴。多次遣使至唐朝贡献。用金三千两铸佛三尊送顶寺。劝龙晟年少即位，荒淫无道，上下怨疾，南诏王权开始衰落。816年，弄栋节度使王嵯巅杀死劝龙晟，其弟劝利晟即位。唐朝命少府少监李铣充册立书祭使赴南诏。

## 年号
- 龙兴：810年－816年